# 설일체유부
설일체유부(說一切有部, 산스크리트어: सर्वास्तिवाद sarvâsti-vāda 사르바스티바다)는 부파불교 시대의 종파 또는 부파들 중에서 가장 유력한 부파이며, 부파불교의 사상적 특징을 가장 잘 보여주는 부파이다. 줄여서 유부(有部)라고도 한다. 음역하여 살바다부(薩婆多部)라고도 한다.
"설일체유부"의 문자 그대로의 뜻은 모든 법(一切法)이 존재하다(有)고 설명하는 부파(部)로, "과거, 현재, 미래의 3세에 걸쳐 법의 실체가 존재한다. 즉, 법의 실체는 항상 존재한다"라는 뜻의 삼세실유법체항유(三世實有法體恒有)는 설일체유부의 주장을 대표하는 명제이다.
설일체유부의 대표적인 논서는 2세기 중엽 인도에서 카니슈카(재위 127~151)의 보호 아래 500인의 아라한이 편찬한 《대비바사론(大毘婆沙論)》과 4세기에 세친(316?~396?)이 설일체유부의 설을 근간으로 하면서 필요시 경량부(經量部)의 설로 설일체유부의 설을 비판한 《구사론(俱舍論)》으로, 《구사론》에서는 일체법을 오위칠십오법(五位七十五法)으로 설명하고 있다.

## 삼세실유법체항유
3세(三世)란 과거 · 현재 · 미래의 3세를 말하는 것이며 일체의 법이 이 3세에 걸쳐서 실재한다는 것이 "삼세실유법체항유(三世實有法體恒有)"라는 주장의 근저이다.
이 주장이 근본불교의 무상설(無常說)이나 무아설(無我說)과 모순되는 것이 아닌가 하는 의문이 생기는데, 유부(有部)에서는 현재세(現在世)를 일찰나(一刹那)로 보고 법체(法體)는 항유(恒有)이지만 찰나멸(刹那滅)로서 미래에서 현재를 통과하여 과거에 낙사(落謝)한다고 설명한다.
여기서 유부(有部)의 설이 단순한 실재론(實在論)은 아니라는 것은 분명하다. 즉 심리현상이 찰나멸인 것임은 말할 나위도 없으나 상주불변(常住不變)한 것처럼 보이는 것도 서서히 변화하고 있는 것이므로 그 변화는 결국 찰나 속에 있는 것이라는 것이다.
그리고, 유부(有部)에서는 인간이나 집 · 산 등 찰나찰나의 연속 위에 성립하는 것은 실유(實有)의 법(法)으로는 되지 못하고 색(色)이나 형(形) · 향(香) · 맛 등 찰나에 존재하는 실유의 법에 결합하여서 성립하는 것도 가법(假法)이라고 말한다.

## 오위칠십오법
유부(有部)에서는 실유의 법이란 이와 같이 가법으로서의 현상을 성립시키는 기체(基體: 要素)라고 하였으며, 그 기체들의 개수를 다음과 같이 체계적으로 헤아려 다음과 같이 총 72법이 있다고 하였다.
1. 물질계의 실유의 법(色法): 11종
2. 정신계의 법: 마음의 주체(心王) 1종
3. 감각 · 의지 · 욕망 등의 마음의 작용의 법(心所法): 46종
4. 물질에도 정신에도 속하지 아니하는 법(心不相應行): 14종

유부(有部)에서는 이들 72법은 연기(緣起)되는 존재라고 해서 유위법(有爲法)이라고 하였다. 그리고, 이 밖에 허공(虛空)과 택멸(열반), 비택멸의 연기(緣起)한 존재가 아닌 것 3종을 통틀어 무위법(無爲法)이라 하였다.
이와 같이 유부(有部)에서는 일체법("모든 법 · 법 전체")을 유위법 4위와 무위법 1위의 5위로 조직하였고, 다시 그 5위는 75종의 법으로 분류된다고 하여 일체법("모든 법 · 법 전체")을 5위 75법으로 조직하였다.
이러한 체계는 객관적 세계의 구성을 설명하려는 것은 아니고 주체적 현실에서의 일상생활의 성립, 선악의 행위와 결과의 관계, 마음의 자세, 번뇌와 그 단멸(斷滅)에 관한 이론체계를 의도한 것이다.

## 같이 보기
- 부파불교
- 아비달마
  - 오위칠십오법
  - 《구사론(俱舍論)》
- 중관파
  - 나가르주나
  - 《중론(中論)》
- 유식유가행파
  - 법상종
  - 오위백법
  - 《성유식론(成唯識論)》

## 참고 문헌
- 이 문서에는 다음커뮤니케이션(현 카카오)에서 GFDL 또는 CC-SA 라이선스로 배포한 글로벌 세계대백과사전의 내용을 기초로 작성된 글이 포함되어 있습니다.